# Rogue Leaders: The Story of LucasArts
Rogue Leaders: The Story of LucasArts est un livre qui retrace l'histoire de l'éditeur et développeur de jeu vidéo LucasArts et notamment celle des jeux vidéo Star Wars, écrit par le rédacteur en chef de PlayStation: The Official Magazine Rob Smith. Le livre comporte un avant-propos rédigé par George Lucas,.

## Résumé
Rogue Leaders: The Story of LucasArts tente de retracer les vingt-cinq premières années de développement et d'édition de jeux vidéo par l'entreprise LucasArts, depuis la création de Lucasfilm Games jusqu'en 2008 et la sortie de jeux comme Lego Indiana Jones : La Trilogie originale.
C'est également un artbook, dans la mesure où le livre propose des concept art et des images inédites et inutilisées dans les jeux vidéo de LucasArts.